# 张英席
张英席（1981年1月13日—），中国男高音，出生于河北秦皇岛。曾赴美国留学，师从多明戈；三年后学成归国，在母校中国音乐学院担任教师。2010年发行首张个人专辑《祖国，母亲》。2013年首次登上央视春晚舞台，与李谷一合作演唱结束曲《难忘今宵》。2019年参加湖南卫视综艺节目《声入人心》第二季。